# Intermission
Intermission es un álbum en vivo lanzado por la banda de heavy metal Dio en 1986 bajo el sello Warner Bros. Las canciones en vivo fueron grabadas con Vivian Campbell en la guitarra durante la primera parte de la gira de Sacred Heart. Craig Goldy reemplazó a Vivian, y con él grabaron "Time to Burn", que fue añadida al álbum. 

## Lista de canciones
1. "King of Rock and Roll" (Ronnie James Dio, Vivian Campbell, Jimmy Bain, Vinny Appice) – 3:24
2. "Rainbow in the Dark" (Dio, Campbell, Bain, Appice) – 6:10
3. "Sacred Heart" (Dio, Campbell, Bain, Appice) – 6:10
4. "Time to Burn" (Dio, Craig Goldy, Bain, Claude Schnell, Appice) – 4:24
5. "Rock 'N' Roll Children"/"Long Live Rock 'n' Roll"/"Man on the Silver Mountain" (Dio)/(Dio, Blackmore)/(Dio, Blackmore) – 9:38
6. "We Rock" (Dio) – 4:34

## Personal
- Ronnie James Dio – Voz
- Vivian Campbell – Guitarra
- Craig Goldy - Guitarra
- Jimmy Bain – Bajo
- Claude Schnell - Teclados
- Vinny Appice – Batería